# Río Derkul
El Dérkul es un afluente izquierdo del Donéts situado en la región de Luhansk, en el noreste de Ucrania, en la frontera con la región rusa de Rostov. Tiene una longitud de 163 kilómetros y una cuenca hidrográfica de 5.180 kilómetros cuadrados.

## Curso
El Dérkul nace al norte de Markivka, en el óblast ucraniano de Luhansk, en las estribaciones occidentales del Altiplano Central Ruso. Fluye principalmente en dirección sur a través de una llanura elevada en el noreste del óblast y, tras 163 km, desemboca a la izquierda en el Síverskyi Donéts. En algunas partes del curso inferior, forma una frontera de la provincia rusa de Rostov. El Dérkul fluye a través del asentamiento de tipo urbano de Bilovodsk en su curso inferior. El afluente más importante del Dérkul es el Pólnaya por la izquierda.